# Allium fuscum
Allium fuscum là một loài thực vật có hoa trong họ Amaryllidaceae. Loài này được Waldst. & Kit. mô tả khoa học đầu tiên năm 1807.